# Albert Hedderich
Albert Hedderich (11 dicembre 1957) è un ex canottiere tedesco.

## Palmarès

### Olimpiadi
- 1 medaglia:
  - 1 oro (Los Angeles 1984 nel quattro di coppia)